# Adra nicobarica
Adra nicobarica là một loài bướm đêm trong họ Noctuidae.